# Tapisserie d'ameublement

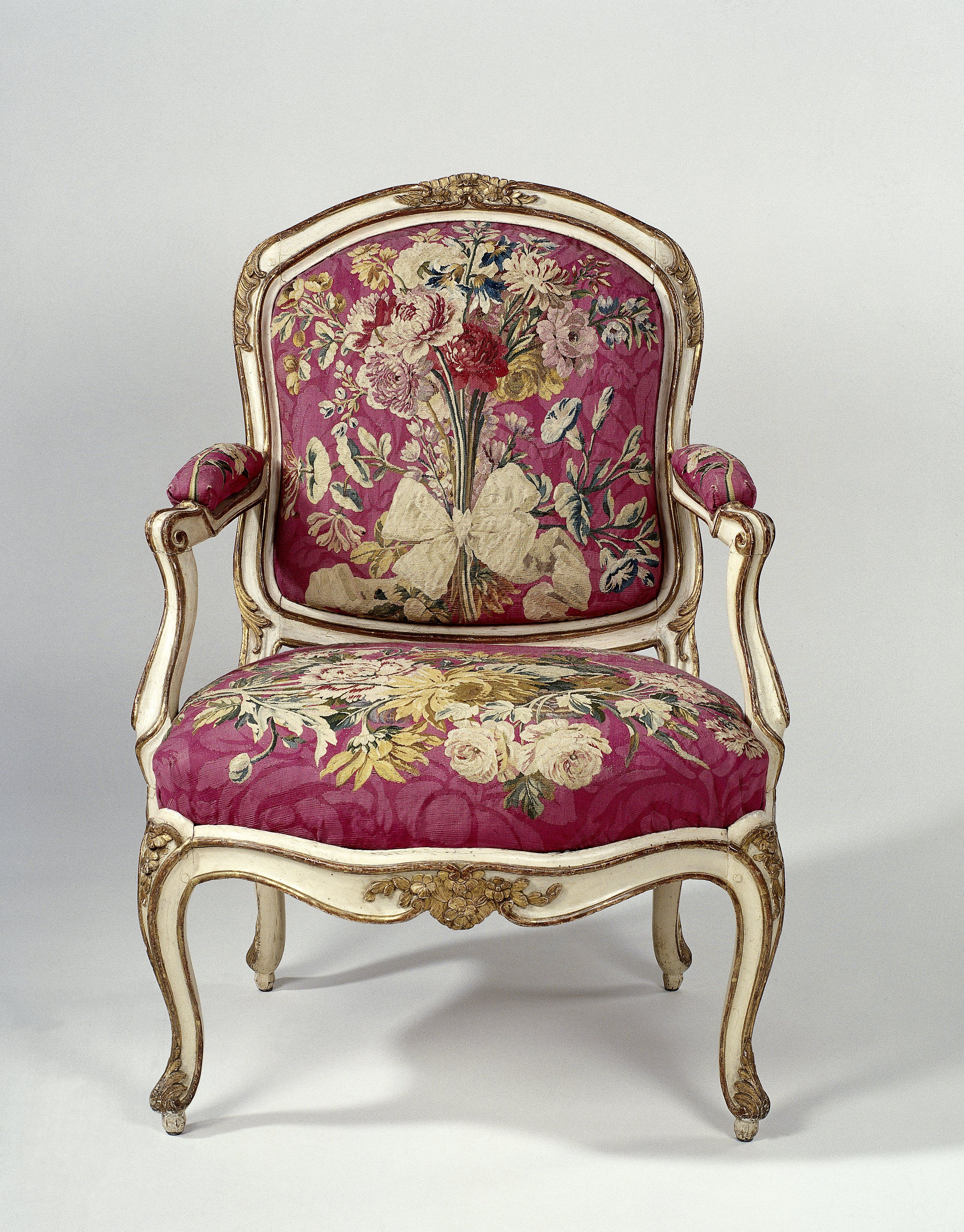
Fauteuil du Rijksmuseum Amsterdam.

La tapisserie d'ameublement regroupe les techniques et le savoir-faire du métier de tapissier garnisseur.
Parmi d'autres tâches, la tapisserie d'ameublement consiste en la réfection de sièges, dont voici les étapes :
1. Le dégarnissage : le tapissier découvre puis dégarnit entièrement le siège pour ne garder que la carcasse. Ce travail est parfois long et fastidieux, car il faut retirer tous les clous ainsi que toutes les semences qui maintiennent l'ensemble de la couverture et de la garniture.
2. La remise en état de la carcasse : selon l'état du siège, le tapissier doit souvent procéder à des collages pour renforcer la carcasse. Il peut également faire appel à un ébéniste pour la remise en état du meuble. C'est également le moment de procéder au vernissage de la pièce, ou de procéder à la patine.
3. Le sanglage : mise en place des sangles. Les ressorts font partie du sanglage, ils sont cousus aux sangles, puis vient le guindage, et la toile forte pour venir à l'étape suivante.
4. La mise en place de la garniture : La pratique traditionnelle consiste à utiliser des ressorts, des toiles de jute, du crin animal ou végétal et de la ouate coton. La méthode moderne utilise essentiellement de la mousse de polyester ou de polyuréthane.
5. La mise en place du Jaconas : le tapissier recouvre le dessous du siège d'un Jaconas afin de masquer le sanglage peu esthétique du fond et d'éviter à la poussière de circuler.
6. La couverture : Cette étape consiste à poser le tissu droit fil et, dans le cas d'un motif, à le centrer. Celui-ci se fixe à l'aide de semences (en tapisserie traditionnelle) ou d'agrafes (en tapisserie moderne).
7. La finition : Différentes finitions sont possibles dont les plus répandues sont les clous de garnissage, le galon et le passepoil. La finition vient recouvrir les semences quand celles-ci sont visibles.